# 541 (số)
541 (năm trăm bốn mươi mốt) là một số tự nhiên ngay sau 540 và ngay trước 542.